# Atlético Sorocaba 0–0 Coreia do Norte (2009)
A partida do Atlético Sorocaba contra a Seleção Norte-Coreana de Futebol foi uma partida de futebol que ocorreu no ano de 2009, quando o Clube Atlético Sorocaba foi convidado pelo reverendo Sun Myung Moon, um dos investidores do clube sorocabano, a ir jogar na República Popular Democrática da Coreia. A pontuação terminou marcando um empate por 0 a 0.
A parte cômica da partida ficou pela torcida norte-coreana supostamente ter acreditado que o Clube Atlético Sorocaba era a Seleção Brasileira de Futebol. Devido aos norte-coreanos terem noção da potência do futebol brasileiro na época, eles teriam ficado orgulhosos pelo empate da sua seleção com a suposta Seleção Brasileira. Fontes indicam que essa suposta confusão em questão tenha sido uma propaganda capitalista anticomunista contra a Coreia do Norte, visto que o time teria sido descrito como 《아틀레티코 소로 카바-(브라질)》 (Atlético Sorocaba - Brasil, na língua coreana) ao início da partida, conforme exibido na transmissão da Televisão Central da Coreia.
Apesar de Moon ter falado para jogarem para vencer, os brasileiros ficaram com medo de que uma eventual vitória os impediria de sair do país, assim colocando sua segurança em risco, tendo a ideia de que o empate 0 a 0 foi o "melhor".

## História
Antes da Copa do Mundo de 2010, a Coreia do Norte resolveu fazer um jogo amistoso para apresentar a sua seleção antes do evento. Assim entraram em contato com o reverendo Moon para convidar o Clube Atlético Sorocaba para ir jogar no país asiático onde os norte-coreanos teriam acreditado estarem presenciando a seleção brasileira de futebol enfrentando a sua seleção nacional.
Com o convite do reverendo Moon, os jogadores sorocabanos foram colocados em um avião que foi cedido pelo governo norte-coreano. O avião em questão foi descrito pelos jogadores como desconfortável, velho, com diversos problemas estruturais e com vários reparos mal feitos com super-cola. 
Pousando em Pyongyang após uma longa e desconfortável viagem, os jogadores foram instruídos quanto a como se comportar no país e encorajados a deixarem seus celulares, aparelhos eletrônicos e passaportes com as autoridades locais durante sua permanência em solo norte-coreano.
Os jogadores passearam por diversos lugares históricos e também foram convidados a prestar continências a monumentos em homenagem a líderes norte-coreanos, enquanto mantinham sua estadia em hotéis da capital norte-coreana.
Durante o jogo, os jogadores foram induzidos a utilizar o uniforme na cor amarela a pedido do país anfitrião, o que não era comum para o time. Ao entrar no estádio, se depararam com um estádio lotado com 80 mil torcedores e outros 20 mil assistindo a partida no lado de fora do estádio em um telão. Ao ler no televisor as siglas PRK x BRA os jogadores presumiram que se tratou de uma confusão: governo norte-coreano estaria tratando como que quem estivesse jogando na ocasião era a Seleção Brasileira e não o clube sorocabano.
O jogo foi corrido com lances bons para ambos os times: o time brasileiro, mesmo assim, tinha uma clara vantagem sob o time norte-coreano, porém os jogadores se mantiveram jogando de forma leve a fim de evitar tomar gols e, também, evitar fazer gols. Nas arquibancadas, fizeram-se presentes diversos militares e políticos norte-coreanos, o que reforçou o receio dos jogadores.
Segundo Waldir Cipriani, presidente do clube à época da partida, os jogadores teriam sido informados pelo reverendo Moon que o empate foi a melhor decisão tomada no jogo, tendo em vista que o próprio reverendo tinha receio de alguma complicação caso o time brasileiro tivesse vencido.

## Detalhes
| 5 de novembro de 2009 | Atlético de Sorocaba | 0-0 | Seleção da Coreia do Norte | Kim Il Sung Stadium |
|                       |                      |     |                            | Público: 80 mil     |

| Atlético Sorocaba | Coreia do Norte |